# Чара (герб)
Чара (пол. Czara) — польский дворянский герб.

## Описание
В  голубом поле с серебряною окраиною, змея, обвившаяся около золотой чаши и пьющая из неё; над змеёй золотая шестиконечная звезда. 
В навершии шлема три страусовые пера. Герб Чара Гинча внесен в Часть 1 Гербовника дворянских родов Царства Польского, стр. 207.

## Герб используют
Выше изображенный герб Всемилостивейше пожалован вместе с потомственным дворянством Асессору фармации Люблинскому Аптекарю Карлу Фридрихову сыну Гинчу Высочайшею Грамотою Государя Императора и Царя НИКОЛАЯ I, во 2 (14) день Октября 1839 года данною, за непоколебимую верность Престолу.